# 大阪体育大学ラグビー部
大阪体育大学ラグビー部（おおさかたいいくだいがくラグビーぶ、Osaka University of Health and Sport Sciences Rugby Football Club）は、関西大学ラグビーリーグ戦Bグループ（2部リーグ）に所属する大阪体育大学のラグビー部。略称大体大（だいたいだい）または大体（だいたい）。愛称は「ヘラクレス軍団」。

## 歴史
1968年にラグビー同好会として発足した。1971年、関西大学Bグループで優勝し、1972年度より関西大学Aグループに参戦したが、8チーム中、7位、6位、7位、5位、7位と下位に甘んじていた。当時、専任の指導者がおらず、大阪教育大学から週1回非常勤でラグビーの授業を教えにきていた辻野昭が来校していた日のみ練習を見ており、それ以外は辻野の作った練習メニューを部員たちでこなしていた。
1975年、常勤での指導者が欲しいということで中島直矢（元毎日新聞社運動部長で、当時学生部長、後の名誉教授）が同志社大学の岡仁詩に相談した結果、現役を引退したばかりの近鉄の坂田好弘を薦められた。当初、坂田は近鉄の社業に専念するつもりで固辞していたが、中島の粘り強い説得で、1977年より同大学の講師に就任し、ラグビー部監督にも就任した。
1978年には関西Aグループで3位に入った。しかし、大学選手権出場をかけた関西第三代表決定戦で東海地区代表の中京大学に敗れ、初の大学選手権出場は逃した。
1981年、関西Aグループで再び3位に入り、関西第三代表決定戦でも勝ち、初の大学選手権出場を果たす。この時、同大会で優勝する明治大学に1回戦で対戦し10-20と善戦する。
1982年、関西Aグループで大八木淳史や平尾誠二率いる同志社大学に続き準優勝を果たした。2度目の大学選手権でも明治大学と1回戦で対戦したが敗れる。
1985年、関西Aグループで同志社大学を34-8で破り、同大のリーグ戦71連勝をストップし、関西Aグループで初めて優勝した。
1986年、初めてのニュージーランド遠征を敢行した。1987年、関西Aグループで2度目の優勝を果たした。大学選手権では優勝した早稲田大学に準決勝で惜敗した。
1989年、関西Aグループで3度目の優勝を果たした。大学選手権ではまたも優勝した早稲田大学に準決勝で敗れる。更に2年後の1991年、関西Aグループで4度目の優勝を果たした。
以後、しばらく同志社大学や京都産業大学に後塵を拝し関西Aグループでの優勝から遠ざかっていたが、2006年に久しぶりに全勝優勝した。また同年度の大学選手権でも久しぶりに準決勝に進出した。
2010年7月、インペリアル・カレッジ・ロンドン（英国）を招いて国際試合が行われた。また2011年4月、人工芝ラグビー場の全面リニューアルを記念して「オール大体大vs現役チーム」のオープニングゲームが行われた。
2012年9月15日、坂田監督が2012年度のシーズンを最後に退任することが発表された。そして12月23日の大学選手権・セカンドステージ、対早稲田大学戦（近鉄花園ラグビー場）をもって坂田監督が退任した。
そして2014年度のリーグ戦で全敗し8位に終わり、入れ替え戦でも関西大学に敗れ、初めてBグループに降格した。
2017年度のリーグ戦で8勝1敗のBグループ1位となり、入れ替え戦でも摂南大学に勝ち、Aグループに昇格した。
2019年度のリーグ戦で8位に終わり、入れ替え戦でも関西大学に敗れ、再びBグループに降格した。

## タイトル
- 関西大学ラグビーリーグ戦Aグループ :5回
1985、1987、1989、1991、2006
- 全国大学ラグビーフットボール選手権大会:0回（出場24回）
最高ベスト4（1987、1989、2006）
- 全国地区対抗大学ラグビーフットボール大会 :1回（出場3回）
2020

※年は全て年度。

## 主な在籍選手
- 羽田賢信（主将、CTB / 京都工学院高）
- 山本波琉（副将、SH / 東海大大阪仰星高）
- 大塚隼（副将、HO / 天理高）

## 在籍した選手
- 瀬川智広（元東芝府中ラグビー部所属、元東芝ブレイブルーパス、7人制日本代表ヘッドコーチ / 明石西高出身）
- 稲田雅巳(主将、京都教員ラグビー部元主将、元ラグビー日本代表23歳以下/府立門真南高校出身)
- 梅本勝（元マツダ所属、倉敷高校監督 / 尾道商業高校出身）
- 杉本誠二郎（元日本IBMビッグブルー所属、常翔啓光学園高校監督 / 啓光学園高出身）
- 井上正幸(大阪体育大学元監督/府立大東高校出身)
- 文原俊和（元日本IBMビッグブルー所属、元ラグビー日本代表 / 大工大高出身）
- 木村賢一（元トヨタ自動車ヴェルブリッツ、元日本代表）
- 綾部正史（大阪桐蔭高校監督 / 大阪桐蔭高出身）
- 織田己知範（元ワールドファイティングブル所属、日本代表 / 東海大仰星高出身）
- 高柳健一（元トヨタ自動車ヴェルブリッツ、元日本代表 / 大阪桐蔭高出身）
- 橋脇正典（ラグビーレフリー、和歌山工業高校監督 / 和歌山工業高出身）
- 岩本健一朗（元トヨタ自動車ヴェルブリッツ、元7人制ラグビー男子日本代表 / 履正社高出身）
- 永田克也(副将・フランカー、伊勢丹ラグビー部元主将、元ラグビー日本選抜・日本代表23歳以下/府立摂津高校出身)
- 高橋一彰(主将・プロップ、トヨタ自動車ヴェルブリッツ元監督、元日本代表 / 啓光学園高出身）
- 豊山昌彦（元トヨタ自動車ヴェルブリッツ所属、日本代表 / 江の川高出身）
- 金喆元（近鉄ライナーズ所属 / 大韓民国出身）
- 久住辰也（元トヨタ自動車ヴェルブリッツ所属、日本代表 / 関西創価高出身）
- 村上晃一（ラグビージャーナリスト / 鴨沂高出身）
- 日出山繁（元ホンダヒート / 東海大仰星高出身）
- 赤木基浩（元セコムラガッツ / 大工大高出身）
- 松岡毅（元豊田自動織機シャトルズ所属 / 神戸甲北高出身）
- 松岡勇（花園近鉄ライナーズ所属 / 神戸甲北高出身）
- 猪瀬佑太（NECグリーンロケッツ所属、日本代表 / 常総学院高出身）
- 福田哲也（コカ・コーラレッドスパークス所属 / 大分海洋科学高出身）
- 佐藤孝樹（九州電力キューデンヴォルテクス所属 / 大分舞鶴高出身）
- 濱里祐介（宗像サニックスブルース所属 / 名護高出身）
- 壇辻勇佑（元近鉄ライナーズ / 啓光学園高出身）
- 柳川大樹（リコーブラックラムズ所属、7人制日本代表 / 城東高出身）
- 福居武（キヤノンイーグルス所属 / 啓光学園高出身）
- 西井利宏（宗像サニックスブルース所属 / 愛媛三島高出身）
- 山口浩平（近鉄ライナーズ所属 / 東海大仰星高出身）
- 秋山陽路（ホンダヒート所属 / 貞光工業高出身）
- 王鏡聞（近鉄ライナーズ所属 / 朝明高出身）
- 竹内擁騎（ホンダヒート所属 / 大分舞鶴高出身）
- 上山直之（NTTドコモレッドハリケーンズ所属 / 渋谷高出身）
- 川崎大翔（ホンダヒート所属 / 大阪桐蔭高出身）
- 長崎健太郎（神戸製鋼コベルコスティーラーズ所属 / 尾道高出身）
- 伊尾木洋斗（トヨタ自動車ヴェルブリッツ所属 / 洛北高出身）
- 真田裕継（日野レッドドルフィンズ所属 / 生野高出身）
- 藤田タリグ洋一（宗像サニックスブルース所属 / 大阪桐蔭高出身）
- 福本翔平（リコーブラックラムズ所属 / 東海大仰星高出身）
- 谷峻輔（宗像サニックスブルース所属 / 大阪桐蔭高出身）
- 森林啓斗（宗像サニックスブルース所属 / 城東高出身）
- 廣田耀規（宗像サニックスブルース所属 / 四日市農芸高出身）
- 渡邉隆盛（日本製鐵八幡ラグビー部所属 / 大分雄城台高出身）
- 高未來（島津製作所ラグビー部所属 / 東海大仰星高出身）
- 高橋在人（ヤマハ発動機ジュビロ所属 / 大阪桐蔭高出身）
- 山本剣士（クボタスピアーズ所属 / 姫路工業高出身）
- 柳川正秀（NTTコミュニケーションズ シャイニングアークス東京ベイ浦安所属 / 石見智翠館高出身）
- 五十野海大（NTTドコモレッドハリケーンズ大阪所属 / 八幡工業高出身）
- 堀之内敬志（秋田ノーザンブレッツラグビーフットボールクラブ所属 / 大産大付高出身）
- 吉田敢太（レッドハリケーンズ大阪所属 / 大阪桐蔭高出身）
- シオネ・マウ （コベルコ神戸スティーラーズ所属 / 高知中央高）